# Elisabeth van Beieren (1383-1442)

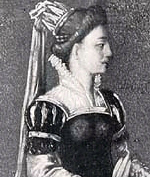
Elisabeth van Beieren.

Elisabeth van Beieren bijgenaamd de Schone (Landshut, 1383 — Ansbach, 13 november 1442) was van 1415 tot 1440 keurvorstin van Brandenburg. Ze behoorde tot het huis Wittelsbach.

## Levensloop
Elisabeth werd in het kasteel Trausnitz geboren als dochter van hertog Frederik van Beieren-Landshut en diens tweede echtgenote Maddalena Visconti, dochter van Bernabò Visconti, heer van Milaan.  
Op 18 september 1401 huwde Elisabeth met burggraaf Frederik VI van Neurenberg, die in 1415 onder de naam Frederik I tot keurvorst van Brandenburg verheven werd.
Tijdens de lange afwezigheden van haar echtgenoot trad Elisabeth op als slimme en krachtdadige regentes, ondanks de grote politieke problemen waarmee Brandenburg in die tijd werd geconfronteerd.
In 1440 stierf haar echtgenoot Frederik I, twee jaar later gevolgd door Elisabeth.

## Nakomelingen
Elisabeth en Frederik kregen tien kinderen:
- Elisabeth (1403–1449), huwde in 1418 met hertog Lodewijk II van Liegnitz en nadien in 1438/1439 met hertog Wenceslaus I van Teschen
- Cecilia (1405–1449), huwde in 1423 met hertog Willem I van Brunswijk-Wolfenbüttel
- Johan (1406–1464), markgraaf van Brandenburg-Kulmbach
- Margaretha (1410–1465), huwde in 1423 met hertog Albrecht V van Mecklenburg, daarna in 1441 met hertog Lodewijk VIII van Beieren-Ingolstadt en vervolgens in 1446 met graaf Martin van Waldenfels
- Magdalena (1412–1454), huwde in 1426 met hertog Frederik II van Brunswijk-Lüneburg
- Frederik II (1413–1471), keurvorst van Brandenburg
- Albrecht Achilles (1414–1486), keurvorst van Brandenburg
- Sophie (1416–1417)
- Dorothea (1420–1491), huwde in 1432 met Hendrik IV van Mecklenburg
- Frederik III (1422/24–1463), markgraaf van Brandenburg en heer van Altmark